# Myospila obsoleta
Myospila obsoleta este o specie de muște din genul Myospila, familia Muscidae. A fost descrisă pentru prima dată de Brauer și Julius Edler von Bergenstamm în anul 1891. Conform Catalogue of Life specia Myospila obsoleta nu are subspecii cunoscute.